# Air Tahiti
Air Tahiti är ett inrikesflygbolag baserat på Papeete, Tahiti i Franska Polynesien. Air Tahiti flyger till 41 olika öar i regionen, och dess bas är Faa'a International Airport. Flygbolaget bildades 1953 som Réseau Aérien Interinsulaire (RAI), men bytte senare tillbaka till Air Tahiti 1987. År 2003 hade Air Tahiti nästan 729 000 passagerare.